# Batalla des Rouchères
La batalla de Rouchères va tenir lloc el 23 de juny de 1794 durant la Revolta de La Vendée.

## Procés
El 23 de juny de 1794, el general Boussard, comandant a Challans, va enviar un destacament dirigit pel comandant Reboul per atacar el lloc de Rouchères, prop de la ciutat de Saint-Jean-de-Monts, als pantans bretons de la Vendée.
Segons l'informe de Boussard, 400 "bandants" van ser morts i 150 més es van rendir. Unes 3.000 dones també van ser capturades, però després van ser alliberades per Boussard. Entre els insurgents capturats hi havia el jove Jean O'Byrne, de 16 anys, presentat per Boussard com a ajudant de camp de François de Charette. Enviat a Nantes, va ser guillotinat el 8 de juliol de 1794.